# Адальбольд I
Адальбо́льд I (Одильба́льд I; нидерл. Adalbold I, Odilbald; умер 25 сентября или 10 декабря 899) — епископ Утрехта (866—899).

## Биография
Адальбольд происходил из фризской семьи. О его жизни до восшествия на кафедру Утрехта ничего не известно. Вероятно, Адальбольд I стал главой Утрехтской епархии после смерти в 866 году святого Хунгера. Однако, так как первый документ, называющий Адальбольда епископом, датирован 870 годом, ряд историков предполагает, что между ним и Хунгером был ещё один епископ, Альфрид, ранее бывший аббатом Сен-Аманда.
Впервые епископ Адальбольд упоминается в исторических источниках в январе 870 года, когда он вместе с несколькими другими прелатами сопровождал архиепископа Майнца Лиутберта в поездке на Рейн, во время которой тот посвятил в сан нового архиепископа Кёльна Виллиберта. В августе этого же года, согласно Мерсенскому договору, территория Утрехтской епархии вошла в состав Восточно-Франкского королевства.
Адальбольд I принимал участие во многих церковных соборах, состоявшихся во время его нахождения во главе Утрехтской епархии. В 874 или 875 году он присутствовал на церковном соборе в Кёльне, созванном по случаю получения архиепископом Виллибертом, митрополитом епархии Адальбольда, паллия от папы римского Иоанном VIII. 1 апреля 887 года Адальбольд участвовал в новом поместном соборе в Кёльне, собранном по просьбе епископа Льежа Франкона, на котором были приняты каноны, осуждавшие захват церковных владений светскими лицами. В 890—891 годах епископ Утрехта принимал участие в церковном соборе, на котором в присутствии короля Арнульфа Каринтийского девять епископов рассматривали спор между епископом Оснабрюка Эгильмаром и аббатством Корвей по вопросу о принадлежности селения Херфорд. В 891 году Адальбольд I встречался с папой римским Стефаном V (VI), о чём сообщается в актах церковного собора, состоявшегося в 893 году во Франкфурте, на котором епископ Утрехта изложил участвовавшим в соборе прелатам точку зрения этого папы на вопрос о притязаниях архиепископа Кёльна Германа I на юрисдикцию над Бременской епархией. В мае 895 года Адальбольд принял участие в большом церковном соборе в Трибуре, первом за долгие годы подобном собрании, созванном по инициативе монарха Восточно-Франкского государства.
Подобно своему предшественнику, Адальбольд I из-за разорения Утрехта викингами избрал своей резиденцией город Девентер, однако укрепление власти графов Фрисландии (затем Голландии) из династии Герульфингов способствовало развитию Утрехтской епархии и ослаблению угрозы новых нападений на её владения. В исторических источниках есть свидетельства, позволяющие предполагать, что Адальбольд участвовал в обращении в христианство язычников-норманнов.
Средневековые хроники описывают Адальбольда I как добродетельного прелата, особо подчёркивая его благотворительность к бедным. Имя епископа упоминается в нескольких документах об освобождении сервов, инициатором которых, вероятно, он сам был. Пользуясь уважением императора Арнульфа Каринтийского и его сына, короля Лотарингии Цвентибольда, Адальбольд получил от этих правителей несколько дарственных хартий для своей епархии. В том числе, 24 июня 896 года Цвентибольд подтвердил все привилегии, полученные епархией Адальбольда от предыдущих монархов, начиная с Пипина Короткого, а также право епископов Утрехта взимать в свою пользу налоги с городов Дорестад, Тил и Девентер. Возможно, с подготовкой к подписанию этого акта связано начало составления картулярия, оконченного уже при одном из преемников Адальбольда, святом Радбоде, и получившего его имя (лат. Cartularii Radbodi).
Адальбольд I умер в 899 году. По одним данным это произошло 25 сентября, по другим — 10 декабря. Он был, вероятно, похоронен в церкви Синт-Сальватор в Утрехте. Уже вскоре после его смерти в Утрехтской епархии началось почитание реликвий Адальбольда, однако впоследствии его культ так и не получил широкого распространения и с конца Средневековья исторические источники не рассматривают его как святого.
Преемником Адальбольда I на кафедре Утрехта стал епископ Эгильбальд.